# تصنيف الرياضات لذوي الاحتياجات الخاصة
تصنيف الرياضات لذوي الاحتياجات الخاصة هو نظام يسمح بالمنافسة العادلة بين الأشخاص الذين يعانون من أنواع مختلفة من الإعاقات.
تاريخيًا، كانت تشرف على العملية مجموعتان: منظمات رياضية متخصصة في نوع معين من الإعاقات تغطي عدة رياضات، ومنظمات رياضية محددة تغطي أنواعًا متعددة من الإعاقة بما في ذلك البتر والشلل الدماغي والصمم والإعاقات الذهنية ووقصر القامة وضعف البصر وإصابات النخاع الشوكي وغيرها من الإعاقات التي لا تشملها هذه المجموعات. ضمن أنواع الإعاقات المحددة كانت هناك عدة منظمات رئيسية منها: CPISRA للشلل الدماغي وإصابات الرأس وISMWSF لإصابات النخاع الشوكي وISOD للحالات العظمية ومبتوري الأطراف وINAS للأشخاص ذوي الإعاقات الذهنية وIBSA للرياضيين المكفوفين وضعاف البصر.
التصنيف الرياضي لمبتوري الأطراف هو نظام تصنيف رياضي خاص بالإعاقة يُستخدم في رياضات ذوي الاحتياجات الخاصة لتحقيق منافسة متكافئة بين الأشخاص ذوي أنواع مختلفة من البتر. أُنشئ هذا التصنيف بواسطة المنظمة الدولية لرياضات المعاقين (ISOD) ويشرف عليه حاليًا اتحاد IWAS بعد اندماجهما في عام 2005. هناك عدة رياضات لها هيئات تنظيمية خاصة تدير تصنيف الرياضيين ذوي البتر. تشمل فئات نظام تصنيف ISOD لرياضات البتر: A1، A2، A3، A4، A5، A6، A7، A8، وA9. الفئات الأربعة الأولى مخصصة للأشخاص الذين يعانون من بتر الأطراف السفلية، بينما الفئات من A5 إلى A8 مخصصة للأشخاص الذين يعانون من بتر الأطراف العلوية.

## التاريخ

### 1940
بدأ لودفيغ غوتمن في مستشفى ستوك ماندفيل بتجربة أنظمة تصنيف رياضات إصابات النخاع الشوكي خلال أربعينيات القرن العشرين باستخدام نظام يعتمد على الجوانب الطبية.

### 1960
تأسس الاتحاد الدولي لرياضات ذوي الاحتياجات الخاصة (ISOD) في عام 1964، وأنشأ أول نظام تصنيف رسمي لتسهيل المنافسات الرياضية المنظمة بين الأشخاص ذوي أنواع مختلفة من البتر. كان هناك في الأصل 27 فئة مختلفة من أنواع البتر. أثبت هذا النظام أنه غير قابل للتطبيق بسبب العدد الكبير من الفئات.